# Pota de cavall (bolet)
|  | Aquest article tracta sobre el bolet pota de cavall verrucosa. Vegeu-ne altres significats a «Pota de cavall (desambiguació)». |

La pota de cavall (Scleroderma verrucosum, del grec sklerós, gruixut, dérma, pell, i de verrucosum, que té berrugues), també anomenada pota de cavall verrucosa, és una espècie de fong de l'ordre dels boletals (Boletales).
És un bolet en forma de peu, bulbós, i de colors groguencs o marronosos. Es pot trobar en boscos d'arbres planifolis, en espais oberts i secs, habitualment entre els mesos de juny i octubre. Es classifica com a no comestible o de valor gastronòmic indeterminat per un llibre del 2000, mentre que un article de revisió del 2009 el considera dins de la llista de bolets verinosos europeus.